# Les Canons de Navarone (roman)
Les Canons de Navarone est un roman d'Alistair MacLean paru en 1957.
Il a servi de base au scénario du film de J. Lee Thompson, Les Canons de Navarone, sorti en 1961.

## Description
Il s’agit d’un roman de guerre et d'aventure typique où, pendant la Seconde Guerre mondiale, cinq héros membres d'un commando doivent mettre hors d'état de nuire deux énormes canons allemands qui se trouvent sur l'île grecque de Navarone et contrôlent un détroit, dans le but de pouvoir évacuer quelques milliers de soldats britanniques bloqués sur une autre île.
L'île de Navarone n'existe pas et la situation est fictive, mais l'action se place dans le contexte de la campagne du Dodécanèse en 1943.
Le roman a été placé à la 89e place dans le classement des « cent meilleurs romans policiers de tous les temps ».
Le roman contient néanmoins quelques invraisemblances.

## Suite
À la suite du succès du roman et du film, MacLean écrivit une suite, Force 10 from Navarone, parue en 1968.